# Synagoga Ben Ezry w Kairze

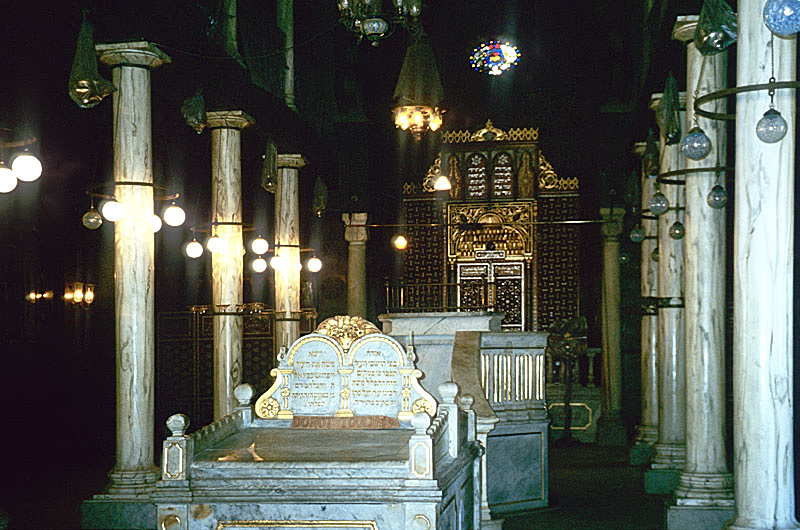
Wnętrze synagogi

Synagoga Ben Ezry (hebr. בית כנסת בן עזרא, arab. معبد بن عزرا) – synagoga w kairskiej dzielnicy Stary Kair, jedna z najstarszych w Egipcie. Synagoga znajduje się na miejscu wcześniejszego kościoła koptyjskiego. Kościół ten został sprzedany tutejszej ówczesnej dużej społeczności żydowskiej w celu pozyskania środków na zapłacenia podatków nałożonych na koptów (z podatków tych miała być sfinansowana budowa meczetu Ahmada Ibn Tuluna). Synagoga została nazwana imieniem XII-wiecznego rabina Jerozolimy, Abrahama Ben Ezry, który ją odrestaurował.
Synagoga jest unikatowym reliktem starej żydowskiej społeczności Kairu. Przypomina świątynię bazylikową z okresu od IV do IX w. Podczas remontu w roku 1890 odkryto zamurowaną genizę tzw. genizę kairską, w której znajdowały się odpisy Starego Testamentu – niektóre pochodzące prawdopodobnie z VI w. n.e. – trafiły do różnych bibliotek. Wśród najstarszych zachowanych fragmentów Biblii można wymienić papirus Nasha, odnaleziony w Egipcie, a obecnie przechowywany w Cambridge. Pochodzi z II lub I w. p.n.e. i najwyraźniej należał do jakiegoś zbioru pouczeń; składa się z czterech fragmentów zawierających jedynie 24 linie przedmasoreckiego tekstu Dekalogu oraz kilku wersetów z 5 i 6 rozdziału Księgi Powtórzonego Prawa.
Pod koniec XIX wieku znaleziono tu też rękopis Pieśni Morza. Manuskrypt z ową pieśnią biblijną datowany jest na VII lub VIII wiek n.e. Jego właściciel dopiero pod koniec lat 70. XX w. udostępnił go do badań naukowych. Rękopis w latach 90. XX wieku trafił do archiwum, a 22 maja 2007 został wystawiony w Muzeum Izraela w Jerozolimie.
Znaleziono tu również Dokument Damasceński opisujący historię nieznanej wcześniej sekty żydowskiej kierowanej przez Mistrza Sprawiedliwości. Po odkryciu zwojów z Qumran dowiedziono, że wspólnota ta posiadała własne teksty liturgiczne oraz bardzo zwartą strukturą organizacyjną.
Po opuszczeniu Kairu w latach 60. XX w. przez wyznawców judaizmu, co było następstwem wojny sześciodniowej, synagoga podupadła. Dopiero w latach 80. i 90. XX w. została odnowiona, za zgodą rządu egipskiego, ze środków Amerykańskiego Kongresu Żydowskiego.
Według tradycji to tutaj córka faraona znalazła małego Mojżesza w sitowiu, a Jeremiasz zgromadził ludzi ocalałych po zburzeniu Jerozolimy. Tutaj miano także udzielić schronienia Świętej Rodzinie uciekającej przed Herodem.